# Vitsippsruta
Vitsippsruta (Isopyrum thalictroides) är en växt som tillhör familjen ranunkelväxter.
I Sverige finns vitsippsruta vild endast i Minneberg i Stockholm.